# Manuel Cantarero del Castillo
Manuel Cantarero del Castillo (ur. 25 kwietnia 1926 w Maladze, zm. 27 marca 2009 w Madrycie) – hiszpański polityk, dziennikarz, prawnik i publicysta, poseł do Kongresu Deputowanych, od 1986 do 1987 poseł do Parlamentu Europejskiego II kadencji.

## Życiorys
Syn republikanina, który po zwycięstwie Francisco Franco udał się na emigrację. Ukończył studia prawnicze i dziennikarskie, kształcił się także jako oficer marynarki handlowej. Podjął praktykę w zawodzie adwokata. Zajmował kierownicze stanowisko w TASS (państwowej komórce zajmującej się bezpieczeństwem społecznym), a także w krajowym zrzeszeniu uniwersyteckim. Pracował jako dziennikarz i korespondent prasowy m.in. w Maroku, został też dyrektorem tygodnika „Juventud” i wiceszefem sieci radiowej powiązanej z frankistami. Opublikował kilka książek poświęconych tematom politycznym i wspomnieniowym.
W okresie frankistowskim należał do jedynej legalnej partii Falanga, należąc do jej lewicowego i prosocjalnego skrzydła. Następnie wstąpił do ugrupowania Reforma Social Española, z ramienia którego bez powodzenia w 1977 kandydował do Kortezów; później działał w Alianza Popular oraz Partii Ludowej. W latach 1982–1986 należał do Kongresu Deputowanych z okręgu Guadalajara. Od 1 stycznia 1986 do 5 lipca 1987 wykonywał mandat posła do Parlamentu Europejskiego w ramach delegacji krajowej. Przystąpił do Grupy Europejskich Demokratów. Został wiceprzewodniczącym Delegacji ds. stosunków z Jugosławią (styczeń–lipiec 1987), a także członkiem m.in. Komisji ds. Młodzieży, Kultury, Edukacji, Informacji i Sportu.
Żonaty z Hortensią Bandres, miał dwoje dzieci. Zmarł po długiej chorobie.